# مرحلة خروج المغلوب في الدوري الأوروبي 2017–18

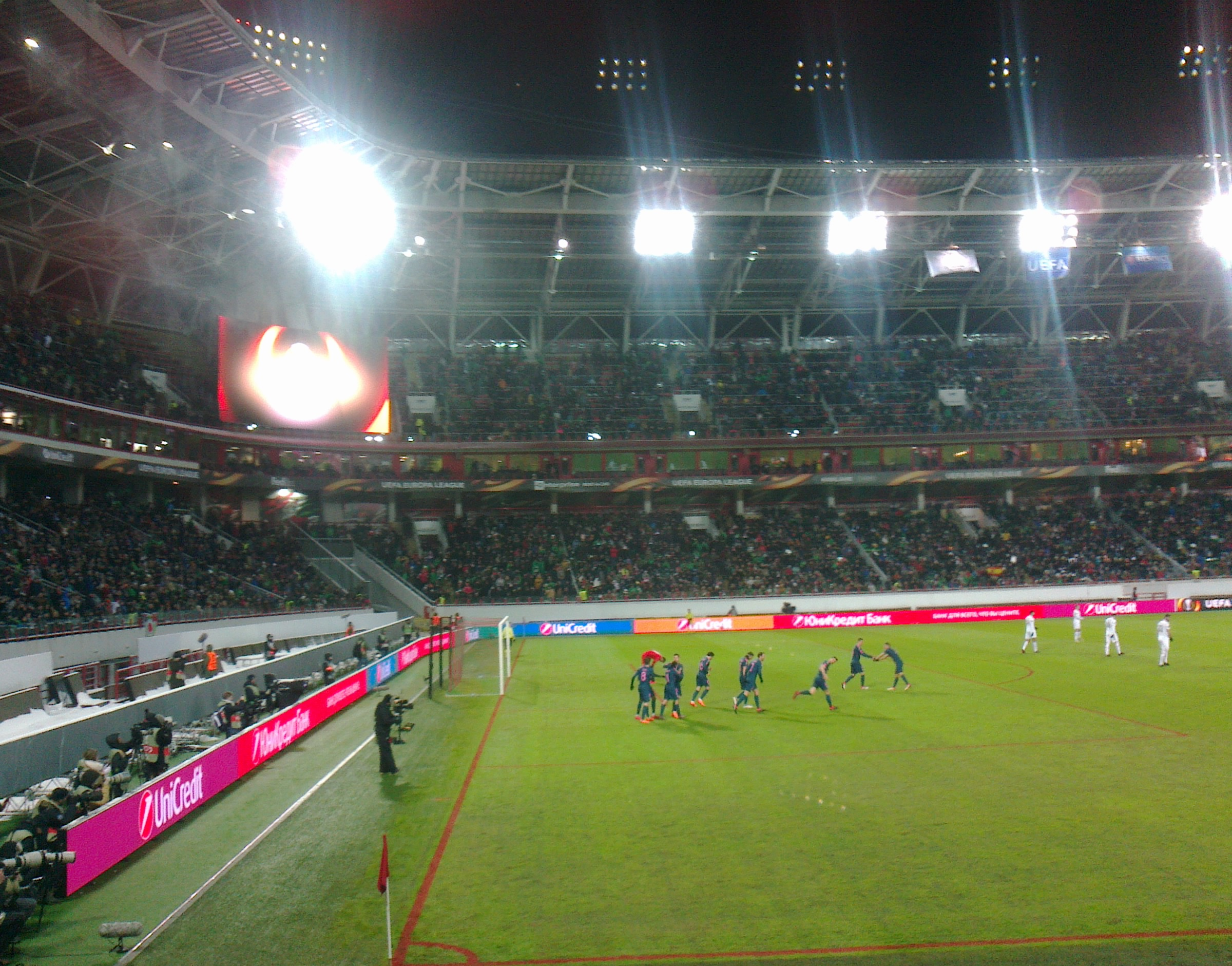

سوف تبدأ مرحلة خروج المغلوب في الدوري الأوروبي 2017–18 في 13 فبراير وتنتهي في 16 مايو 2018 بالنهائي في بارك أولمبيك ليون في ديسين-شاربيو، فرنسا، لتحديد بطل الدوري الأوروبي 2017–18. يتنافس ما مجموعه 32 فريق في مرحلة خروج المغلوب.

## الفرق المتأهلة

### متصدر ووصيف مرحلة مجموعات الدوري الأوروبي
| المجموعة | المتصدر (مصنف في قرعة دور الـ32) | الوصيف (غير مصنف في قرعة دور الـ32) |
| -------- | -------------------------------- | ----------------------------------- |
| أ        | نادي فياريال                     | نادي أستانا                         |
| ب        | دينامو كييف                      | نادي بارتيزان                       |
| ج        | سبورتينغ براغا                   | نادي لودوغورتس رازغراد              |
| د        | إيه سي ميلان                     | أيك أثينا                           |
| ر        | أتالانتا                         | أولمبيك ليون                        |
| س        | لوكوموتيف موسكو                  | نادي كوبنهاغن                       |
| ص        | فيكتوريا بلزن                    | نادي ستيوا بوخارست                  |
| ط        | نادي أرسنال                      | النجم الأحمر بلغراد                 |
| ع        | ريد بل زالتسبورغ                 | أولمبيك مارسيليا                    |
| ف        | أتلتيك بيلباو                    | نادي أوسترسوند                      |
| ق        | نادي لاتسيو                      | نادي نيس                            |
| ك        | زينيت سانت بطرسبرغ               | ريال سوسيداد                        |

### الفريق صاحب المركز الثالث في مرحلة مجموعات دوري الأبطال
| Seed | مج | الفريق           | لعب | ف | ت | خ | أ.له | أ.ع | أ.ف | نقاط | التصنيف                    |
| ---- | -- | ---------------- | --- | - | - | - | ---- | --- | --- | ---- | -------------------------- |
| 1    | أ  | نادي سيسكا موسكو | 6   | 3 | 0 | 3 | 8    | 10  | −2  | 9    | مصنف في قرعة دور الـ32     |
| 2    | ج  | أتلتيكو مدريد    | 6   | 1 | 4 | 1 | 5    | 4   | +1  | 7    | مصنف في قرعة دور الـ32     |
| 3    | ص  | آر بي لايبزيغ    | 6   | 2 | 1 | 3 | 10   | 11  | −1  | 7    | مصنف في قرعة دور الـ32     |
| 4    | د  | سبورتينغ لشبونة  | 6   | 2 | 1 | 3 | 8    | 9   | −1  | 7    | مصنف في قرعة دور الـ32     |
| 5    | س  | نادي نابولي      | 6   | 2 | 0 | 4 | 11   | 11  | 0   | 6    | غير مصنف في قرعة دور الـ32 |
| 6    | ر  | سبارتاك موسكو    | 6   | 1 | 3 | 2 | 9    | 13  | −4  | 6    | غير مصنف في قرعة دور الـ32 |
| 7    | ب  | نادي سلتيك       | 6   | 1 | 0 | 5 | 5    | 18  | −13 | 3    | غير مصنف في قرعة دور الـ32 |
| 8    | ط  | بوروسيا دورتموند | 6   | 0 | 2 | 4 | 7    | 13  | −6  | 2    | غير مصنف في قرعة دور الـ32 |

## القوس
القوس الكامل سوف يعرف بعد قرعة نصف النهائي.

## دور الـ32

### الملخص
لعبت مباريات الذهاب في 13 و15 فبراير، ولعبت مباريات الإياب في 21 و22 فبراير 2018.
| الفريق الأول        | إجم.    | الفريق الثاني      | مباراة الذهاب | مباراة الإياب |
| ------------------- | ------- | ------------------ | ------------- | ------------- |
| بوروسيا دورتموند    | 4–3     | أتالانتا           | 3–2           | 1–1           |
| نيس                 | 2–4     | لوكوموتيف موسكو    | 2–3           | 0–1           |
| كوبنهاغن            | 1–5     | أتلتيكو مدريد      | 1–4           | 0–1           |
| سبارتاك موسكو       | 3–4     | أتلتيك بيلباو      | 1–3           | 2–1           |
| أيك أثينا           | 1–1 (خ) | دينامو كييف        | 1–1           | 0–0           |
| سلتيك               | 1–3     | زينيت سانت بطرسبرغ | 1–0           | 0–3           |
| نابولي              | 3–3 (خ) | آر بي لايبزيغ      | 1–3           | 2–0           |
| النجم الأحمر بلغراد | 0–1     | سيسكا موسكو        | 0–0           | 0–1           |
| أولمبيك ليون        | 4–1     | فياريال            | 3–1           | 1–0           |
| ريال سوسيداد        | 3–4     | ريد بل زالتسبورغ   | 2–2           | 1–2           |
| بارتيزان            | 1–3     | فيكتوريا بلزن      | 1–1           | 0–2           |
| ستيوا بوخارست       | 2–5     | لاتسيو             | 1–0           | 1–5           |
| لودوغورتس رازغراد   | 0–4     | إيه سي ميلان       | 0–3           | 0–1           |
| أستانا              | 4–6     | سبورتينغ لشبونة    | 1–3           | 3–3           |
| أوسترسوند           | 2–4     | أرسنال             | 0–3           | 2–1           |
| أولمبيك مارسيليا    | 3–1     | سبورتينغ براغا     | 3–0           | 0–1           |

### المباريات
| بوروسيا دورتموند                               | 3–2   | أتالانتا                   |
| ---------------------------------------------- | ----- | -------------------------- |
| - آندريه شورله 30' - ميتشي باتشوايي 65'، 90+1' | تقرير | - يوسيب إيليتشيتش 51'، 56' |

| أتالانتا | ضد    | بوروسيا دورتموند |
| -------- | ----- | ---------------- |
|          | تقرير |                  |

| نادي نيس                         | 2–3   | لوكوموتيف موسكو                          |
| -------------------------------- | ----- | ---------------------------------------- |
| - ماريو بالوتيلي 4'، 28' (ركلة.) | تقرير | - مانويل فيرنانديز 45' (ركلة.)، 69'، 77' |

| لوكوموتيف موسكو     | 1–0   | نادي نيس |
| ------------------- | ----- | -------- |
| - إيغور دينيسوف 30' | تقرير |          |

فاز لوكوموتيف 4–2 في الإجمالي.
| نادي كوبنهاغن     | 1–4   | أتلتيكو مدريد                                                         |
| ----------------- | ----- | --------------------------------------------------------------------- |
| - فيكتور فيشر 15' | تقرير | - ساؤول نيغيز 21' - كيفن غاميرو 37' - أنطوان غريزمان 71' - فيتولو 77' |

| أتلتيكو مدريد    | 1–0   | نادي كوبنهاغن |
| ---------------- | ----- | ------------- |
| - كيفن غاميرو 7' | تقرير |               |

فاز أتلتيكو مدريد 5–1 في الإجمالي.
| سبارتاك موسكو      | 1–3   | أتلتيك بيلباو                                        |
| ------------------ | ----- | ---------------------------------------------------- |
| - لويز أدريانو 60' | تقرير | - أريتز أدوريز 22'، 39' - إيليا كوتيبوف 45+1' (ه.ذ.) |

| أتلتيك بيلباو | ضد    | سبارتاك موسكو |
| ------------- | ----- | ------------- |
|               | تقرير |               |

| أيك أثينا | ضد    | دينامو كييف |
| --------- | ----- | ----------- |
|           | تقرير |             |

| دينامو كييف | ضد    | أيك أثينا |
| ----------- | ----- | --------- |
|             | تقرير |           |

| نادي سلتيك | ضد    | زينيت سانت بطرسبرغ |
| ---------- | ----- | ------------------ |
|            | تقرير |                    |

| زينيت سانت بطرسبرغ | ضد    | نادي سلتيك |
| ------------------ | ----- | ---------- |
|                    | تقرير |            |

| نادي نابولي | ضد    | آر بي لايبزيغ |
| ----------- | ----- | ------------- |
|             | تقرير |               |

| آر بي لايبزيغ | ضد    | نادي نابولي |
| ------------- | ----- | ----------- |
|               | تقرير |             |

| النجم الأحمر بلغراد | ضد    | نادي سيسكا موسكو |
| ------------------- | ----- | ---------------- |
|                     | تقرير |                  |

| نادي سيسكا موسكو | ضد    | النجم الأحمر بلغراد |
| ---------------- | ----- | ------------------- |
|                  | تقرير |                     |

| أولمبيك ليون | ضد    | نادي فياريال |
| ------------ | ----- | ------------ |
|              | تقرير |              |

| نادي فياريال | ضد    | أولمبيك ليون |
| ------------ | ----- | ------------ |
|              | تقرير |              |

| ريال سوسيداد | ضد    | ريد بل زالتسبورغ |
| ------------ | ----- | ---------------- |
|              | تقرير |                  |

| ريد بل زالتسبورغ | ضد    | ريال سوسيداد |
| ---------------- | ----- | ------------ |
|                  | تقرير |              |

| نادي بارتيزان | ضد    | فيكتوريا بلزن |
| ------------- | ----- | ------------- |
|               | تقرير |               |

| فيكتوريا بلزن | ضد    | نادي بارتيزان |
| ------------- | ----- | ------------- |
|               | تقرير |               |

| نادي ستيوا بوخارست | ضد    | نادي لاتسيو |
| ------------------ | ----- | ----------- |
|                    | تقرير |             |

| نادي لاتسيو | ضد    | نادي ستيوا بوخارست |
| ----------- | ----- | ------------------ |
|             | تقرير |                    |

| نادي لودوغورتس رازغراد | ضد    | إيه سي ميلان |
| ---------------------- | ----- | ------------ |
|                        | تقرير |              |

| إيه سي ميلان | ضد    | نادي لودوغورتس رازغراد |
| ------------ | ----- | ---------------------- |
|              | تقرير |                        |

| نادي أستانا | ضد    | سبورتينغ لشبونة |
| ----------- | ----- | --------------- |
|             | تقرير |                 |

| سبورتينغ لشبونة | ضد    | نادي أستانا |
| --------------- | ----- | ----------- |
|                 | تقرير |             |

| نادي أوسترسوند | ضد    | نادي أرسنال |
| -------------- | ----- | ----------- |
|                | تقرير |             |

| نادي أرسنال | ضد    | نادي أوسترسوند |
| ----------- | ----- | -------------- |
|             | تقرير |                |

| أولمبيك مارسيليا | ضد    | سبورتينغ براغا |
| ---------------- | ----- | -------------- |
|                  | تقرير |                |

| سبورتينغ براغا | ضد    | أولمبيك مارسيليا |
| -------------- | ----- | ---------------- |
|                | تقرير |                  |

## دور الـ16
لعبت مباريات الذهاب في 8 مارس ومباريات الإياب في 15 مارس 2018.
| الفريق الأول     | إجم.    | الفريق الثاني      | مباراة الذهاب | مباراة الإياب |
| ---------------- | ------- | ------------------ | ------------- | ------------- |
| لاتسيو           | 4–2     | دينامو كييف        | 2–2           | 2–0           |
| آر بي لايبزيغ    | 3–2     | زينيت سانت بطرسبرغ | 2–1           | 1–1           |
| أتلتيكو مدريد    | 8–1     | لوكوموتيف موسكو    | 3–0           | 5–1           |
| سيسكا موسكو      | 3–3 (خ) | أولمبيك ليون       | 0–1           | 3–2           |
| أولمبيك مارسيليا | 5–2     | أتلتيك بيلباو      | 3–1           | 2–1           |
| سبورتينغ لشبونة  | 3–2     | فيكتوريا بلزن      | 2–0           | 1–2 (ب.و.إ.)  |
| بوروسيا دورتموند | 1–2     | ريد بل زالتسبورغ   | 1–2           | 0–0           |
| إيه سي ميلان     | 1–5     | أرسنال             | 0–2           | 1–3           |

### المباريات
| لاتسيو                                    | 2–2   | دينامو كييف                                |
| ----------------------------------------- | ----- | ------------------------------------------ |
| - تشيرو إيموبيلي 54' - فيليبي أندرسون 62' | تقرير | - فيكتور تسيهانكوف 52' - جونيور مورايس 79' |

| دينامو كييف | 0–2   | لاتسيو                               |
| ----------- | ----- | ------------------------------------ |
|             | تقرير | - لوكاس ليفا 23' - ستيفان دي فري 83' |

فاز لاتسيو 4–2 في المجموع.
| آر بي لايبزيغ                | 2–1   | زينيت سانت بطرسبرغ      |
| ---------------------------- | ----- | ----------------------- |
| - بروما 56' - تيمو فيرنر 77' | تقرير | - دومينيكو كريتشيتو 86' |

| زينيت سانت بطرسبرغ       | 1–1   | آر بي لايبزيغ          |
| ------------------------ | ----- | ---------------------- |
| - سيباستيان دريوسي 45+1' | تقرير | - جان كيفن أوغستين 22' |

فاز آر بي لايبزيغ 3–2 في المجموع.
| أتلتيكو مدريد                                  | 3–0   | لوكوموتيف موسكو |
| ---------------------------------------------- | ----- | --------------- |
| - ساؤول نيغيز 22' - دييغو كوستا 47' - كوكي 90' | تقرير |                 |

| لوكوموتيف موسكو    | 1–5   | أتلتيكو مدريد                                                                             |
| ------------------ | ----- | ----------------------------------------------------------------------------------------- |
| - ماتشيي ريبوس 20' | تقرير | - أنخيل كوريا 16' - ساؤول نيغيز 47' - فرناندو توريس 65' (ركلة.)، 70' - أنطوان غريزمان 85' |

فاز أتلتيكو مدريد 8–1 في المجموع.
| سيسكا موسكو | 0–1   | أولمبيك ليون  |
| ----------- | ----- | ------------- |
|             | تقرير | - مارسيلو 68' |

| أولمبيك ليون                                 | 2–3   | سيسكا موسكو                                                  |
| -------------------------------------------- | ----- | ------------------------------------------------------------ |
| - ماكسويل كورنيه 58' - ماريانو دياز مخيا 71' | تقرير | - ألكساندر غولوفين 39' - أحمد موسى 60' - بونتوس فيرنبلوم 65' |

3–3 في المجموع. فاز سيسكا موسكو بفارق الأهداف خارج الديار.
| أولمبيك مارسيليا                             | 3–1   | أتلتيك بيلباو                |
| -------------------------------------------- | ----- | ---------------------------- |
| - لوكاس أوكامبوس 1'، 57' - ديميتري باييت 14' | تقرير | - أريتز أدوريز 45+3' (ركلة.) |

| أتلتيك بيلباو         | 1–2   | أولمبيك مارسيليا                                 |
| --------------------- | ----- | ------------------------------------------------ |
| - إينياكي ويليامز 74' | تقرير | - ديميتري باييت 38' (ركلة.) - لوكاس أوكامبوس 52' |

فاز مارسيليا 5–2 في المجموع.
| سبورتينغ لشبونة            | 2–0   | فيكتوريا بلزن |
| -------------------------- | ----- | ------------- |
| - فريدي مونتيرو 45+1'، 49' | تقرير |               |

| فيكتوريا بلزن   | 2–1 (ب.و.إ.) | سبورتينغ لشبونة           |
| --------------- | ------------ | ------------------------- |
| - Bakoš 6'، 65' | تقرير        | - رودريجو باتاجليا 105+2' |

فاز سبورتينغ لشبونة 3–2 في المجموع.
| بوروسيا دورتموند   | 1–2   | ريد بل زالتسبورغ                |
| ------------------ | ----- | ------------------------------- |
| - آندريه شورله 62' | تقرير | - فالون بيريشا 49' (ركلة.)، 56' |

| ريد بل زالتسبورغ | 0–0   | بوروسيا دورتموند |
| ---------------- | ----- | ---------------- |
|                  | تقرير |                  |

فاز ريد بل زالتسبورغ 2–1 في المجموع.
| إيه سي ميلان | 0–2   | أرسنال                                   |
| ------------ | ----- | ---------------------------------------- |
|              | تقرير | - هنريخ مخيتاريان 15' - آرون رامزي 45+4' |

| أرسنال                                           | 3–1   | إيه سي ميلان              |
| ------------------------------------------------ | ----- | ------------------------- |
| - داني ويلبيك 39' (ركلة.)، 86' - غرانيت جاكا 71' | تقرير | - هاكان تشالهان أوغلو 35' |

فاز أرسنال 5–1 في المجموع.

## ربع النهائي

### ملخص
لعبت المباريات الأولى في 5 أبريل، والمياريات الثانية في 12 أبريل 2018.
| الفريق الأول  | إجم. | الفريق الثاني    | مباراة الذهاب | مباراة الإياب |
| ------------- | ---- | ---------------- | ------------- | ------------- |
| آر بي لايبزيغ | 3–5  | أولمبيك مارسيليا | 1–0           | 2–5           |
| أرسنال        | 6–3  | سيسكا موسكو      | 4–1           | 2–2           |
| أتلتيكو مدريد | 2–1  | سبورتينغ لشبونة  | 2–0           | 0–1           |
| لاتسيو        | 5–6  | ريد بل زالتسبورغ | 4–2           | 1–4           |

### المباريات
| آر بي لايبزيغ      | 1–0   | أولمبيك مارسيليا |
| ------------------ | ----- | ---------------- |
| - تيمو فيرنر 45+1' | تقرير |                  |

| أولمبيك مارسيليا                                                                                          | 5–2   | آر بي لايبزيغ                     |
| --- | ----- | --------------------------------- |
| - شتيفان إيلساكنر 6' (ضد مرماه) - بونا سار 9' - فلوران توفان 38' - ديميتري باييت 60' - هيروكي ساكاي 90+4' | تقرير | - بروما 2' - جان كيفن أوغستين 55' |

فاز مارسيليا 5–3 في المجموع.
| أرسنال                                                  | 4–1   | سيسكا موسكو            |
| ------------------------------------------------------- | ----- | ---------------------- |
| - آرون رامزي 9'، 28' - ألكسندر لاكازيت 23' (ركلة.)، 35' | تقرير | - ألكساندر غولوفين 15' |

| سيسكا موسكو                              | 2–2   | أرسنال                               |
| ---------------------------------------- | ----- | ------------------------------------ |
| - فيودور تشالوف 39' - كيريل نابابكين 50' | تقرير | - داني ويلبيك 75' - آرون رامزي 90+2' |

فاز أرسنال 6–3 في المجموع.
| أتلتيكو مدريد                  | 2–0   | سبورتينغ لشبونة |
| ------------------------------ | ----- | --------------- |
| - كوكي 1' - أنطوان غريزمان 40' | تقرير |                 |

| سبورتينغ لشبونة     | 1–0   | أتلتيكو مدريد |
| ------------------- | ----- | ------------- |
| - فريدي مونتيرو 28' | تقرير |               |

فاز أتلتيكو مدريد 2–1 في المجموع.
| لاتسيو                                                                         | 4–2   | ريد بل زالتسبورغ                                 |
| ------------------------------------------------------------------------------ | ----- | ------------------------------------------------ |
| - سيناد لوليتش 8' - ماركو بارولو 49' - فيليبي أندرسون 74' - تشيرو إيموبيلي 76' | تقرير | - فالون بيريشا 30' (ركلة.) - تاكومي مينامينو 71' |

| ريد بل زالتسبورغ                                                            | 4–1   | لاتسيو               |
| --------------------------------------------------------------------------- | ----- | -------------------- |
| - مؤنس دبور 56' - أمادو هايدارا 72' - هوانغ هي-تشان 74' - ستيفان لاينير 76' | تقرير | - تشيرو إيموبيلي 55' |

فاز ريد بل زالتسبورغ 6–5 في المجموع.

## نصف النهائي

### ملخص
لعبت المباريات الأولى في 26 أبريل، والمباريات الثانية في 3 مايو 2018.
| الفريق الأول     | إجم. | الفريق الثاني    | مباراة الذهاب | مباراة الإياب |
| ---------------- | ---- | ---------------- | ------------- | ------------- |
| أولمبيك مارسيليا | 3–2  | ريد بل زالتسبورغ | 2–0           | 1–2 (ب.و.إ.)  |
| أرسنال           | 1–2  | أتلتيكو مدريد    | 1–1           | 0–1           |

### المباريات
| أولمبيك مارسيليا                         | 2–0   | ريد بل زالتسبورغ |
| ---------------------------------------- | ----- | ---------------- |
| - فلوران توفان 15' - كلينتون موا نجي 63' | تقرير |                  |

| ريد بل زالتسبورغ                          | 2–1 (ب.و.إ.) | أولمبيك مارسيليا |
| ----------------------------------------- | ------------ | ---------------- |
| - أمادو هايدارا 53' - بونا سار 65' (ه.ذ.) | تقرير        | - رولاندو 116'   |

فاز مارسيليا 3–2 في المجموع.
| أرسنال                | 1–1   | أتلتيكو مدريد        |
| --------------------- | ----- | -------------------- |
| - ألكسندر لاكازيت 61' | تقرير | - أنطوان غريزمان 82' |

| أتلتيكو مدريد       | 1–0   | أرسنال |
| ------------------- | ----- | ------ |
| - دييغو كوستا 45+2' | تقرير |        |

فاز أتلتيكو مدريد 2–1 في المجموع.

## النهائي
| مارسيليا | 0–3   | أتلتيكو مدريد                 |
| -------- | ----- | ----------------------------- |
|          | تقرير | - غريزمان 21'، 49' - غابي 89' |